# Gizmondo
A Gizmondo egy kézi játékkonzol, amit a Tiger Telematics adott ki 2005 márciusában.
Az elektronika tervezését a Plextek Limited végezte, a formaterv Rick Dickinson műve. Az egész projekt vezetője a kezdetektől Carl Freer volt, a Tiger Telematics alapítója és vezérigazgatója. Az eszközt nem adták ki Japánban és Ausztráliában.
A Gizmondo konzolt eredetileg Gametrac-nek hívták. A Tiger Telematics első híre a fejlesztésről 2003 októberében jelent meg a cég weboldalán. Ez a készülék volt a cég válasza a Nokia N-Gage játékgéppel kombinált mobiltelefonjára, amely nem volt igazán jó játékkonzolnak. A Gizmondo még ugyanazon év decemberében megjelent a sajtóban, az első működő modelljét 2004 januárjában mutatták be a Las Vegas-i CES show-n, majd szerepelt a németországi CeBIT-en is, 2004 márciusában. A céget és a konzolt 2004 augusztusában átnevezték Gizmondo-ra. Operációs rendszere Windows CE 4.2, .NET Framework-kel. Az első játékokat a készülékre a svédországi Helsingborgban és az angliai Manchesterben fejlesztették.
Van benne GPRS és GPS is.
A Gizmondóból nagyon kevés fogyott, ezért 2006 februárjában leállították a gyártását; később a cég csődbe ment.
A Gizmondónak – egy legenda szerint – Stefan Eriksson révén köze volt a maffiához is.
2008-ban a CEO alapítója Carl Freer bejelentette, hogy újra gyártani akarja a Gizmondót, Gizmondo 2 néven.

## Kiadás

### Egyesült Királyság
2005. március 19-én adták ki az Egyesült Királyságban 229 fontos áron. Azokat a konzolokat, amiken volt "Smart Adds", 129 fontos áron adták. A Gizmondot a londoni Regent Street-i boltjában, valamint a Gizmondo webboltjában lehetett megvenni.

### Egyesült Államok
2005. október 22-én adták ki az Amerikai Egyesült Államokban 400 dolláros áron. Azokat a konzolokat, amiken volt "Smart Adds", 229 dolláros áron adták. Csak a Gizmondo webboltjában lehetett megvenni. Csak 8 játékot adtak ki a tervezett 14-ből, a CoPilot GPS szoftvert nem árulták, a brit oldalakon is 1-2 hétig árulták. Szinte semennyire nem reklámozták a konzolt, de benne volt a Gizmondo reklámja a Nintendo Power újságban.

## Játékok
A Gizmondo indulásakor 14 játék volt rá elérhető, mint például a FIFA Football 2005 az SSX 3, és a Richard Burns Rally. Ezenkívül 13 játékot fejlesztettek a konzolra, de miután a Tiger Telematics csődbe ment, mindegyik fejlesztését leállították.

## Smart Adds
A „Smart Adds” egy reklámfogadó rendszerrel ellátott konzol volt. A helyesírási eltérés – ads helyett adds – abból adódott, hogy a piacon már létezett egy „Smart Ads” néven bejegyzett cég.
A "Smart Adds"-szal ellátott konzolok jóval olcsóbbak voltak. A reklámok a "Home" képernyőre kerültek. Ezeket a reklámokat GPRS segítségével töltötte le, és a hirdetések a felhasználó viselkedése szerint változtak (volna). A felhasználó legfeljebb 3 reklámot kaphatott volna naponta.
A Smart Adds szolgáltatás soha nem lett aktiválva.

## Adatok
- Kijelző: 72 mm (2,8 inch) TFT
- Felbontás: 320 × 240 pixel
- Processzor: Samsung S3C2440, 400 MHz, ARM920T mag[15]
- Grafikai vezérlő: NVidia GoForce 3D 4500 128-bit 3D grafikus gyorsító, 65 536 szín[16]
- Grafikus RAM: 1,2 MiB 128 bites SRAM
- RAM: 128 MiB 16 bites DDR
- ROM: 64 MiB
- Hang: beépített hangszórók
- Kapcsolat: Bluetooth (class 2) a multiplayer játékokhoz, GSM
- Csatlakozók: sztereó fülhallgató kimenet, Mini-USB bemenet, SD kártyaolvasó
- Akkumulátor: kivehető
- Hőfok: 0 °C-tól 55 °C-ig (32 °F - 130 °F)
- Operációs rendszer: Windows CE 4.2 with .NET Framework
- Multimédia: MPEG 4 videó lejátszás, MP3, WAV és MIDI lejátszás Windows Media Player 9-cel
- Kamera: JPEG
- Eltávolítható SIM kártya
- GPS pozicionáló rendszer
- GPRS térképprogram, GPRS Class 10
- SMS
- MMS küldés és fogadás
- WAP 2.0
- Polifónikus csengőhangok
- Repülési üzemmmód (flight mode)

## Gizmondo widescreen
A Tiger Telematics a Gizmondo-ból 2006-ban ki akart adni egy szélesvásznú kiadást. Ebben nagyobb lett volna a kijelző, lett volna benne Wi-Fi és TV-re lehetett volna kötni. Ezt a kiadást néhány héttel az amerikai Gizmondo megjelenése előtt jelentették be.

## Gizmondo 2
Carl Freer 2008 elején jelentette be a Gizmondo 2-t.
Az eredeti tervek szerint 2008 májusában kellett volna kiadni, de ezt nem sokkal később novemberre csúsztatták. Decemberben sem jelent még meg a konzol, de bejelentették, hogy okostelefont csinálnak az új Gizmondoból.
Azóta a weboldal már nem üzemel, és a svéd partnert, Mikael Ljungman-t körözik.